# Hermann von Spaun
Hermann svobodný pán von Spaun (9. květen 1833 Vídeň – 23. květen 1919 Gorice) byl rakousko-uherský admirál a vrchní velitel rakousko-uherského námořnictva v letech 1897–1904.

## Život

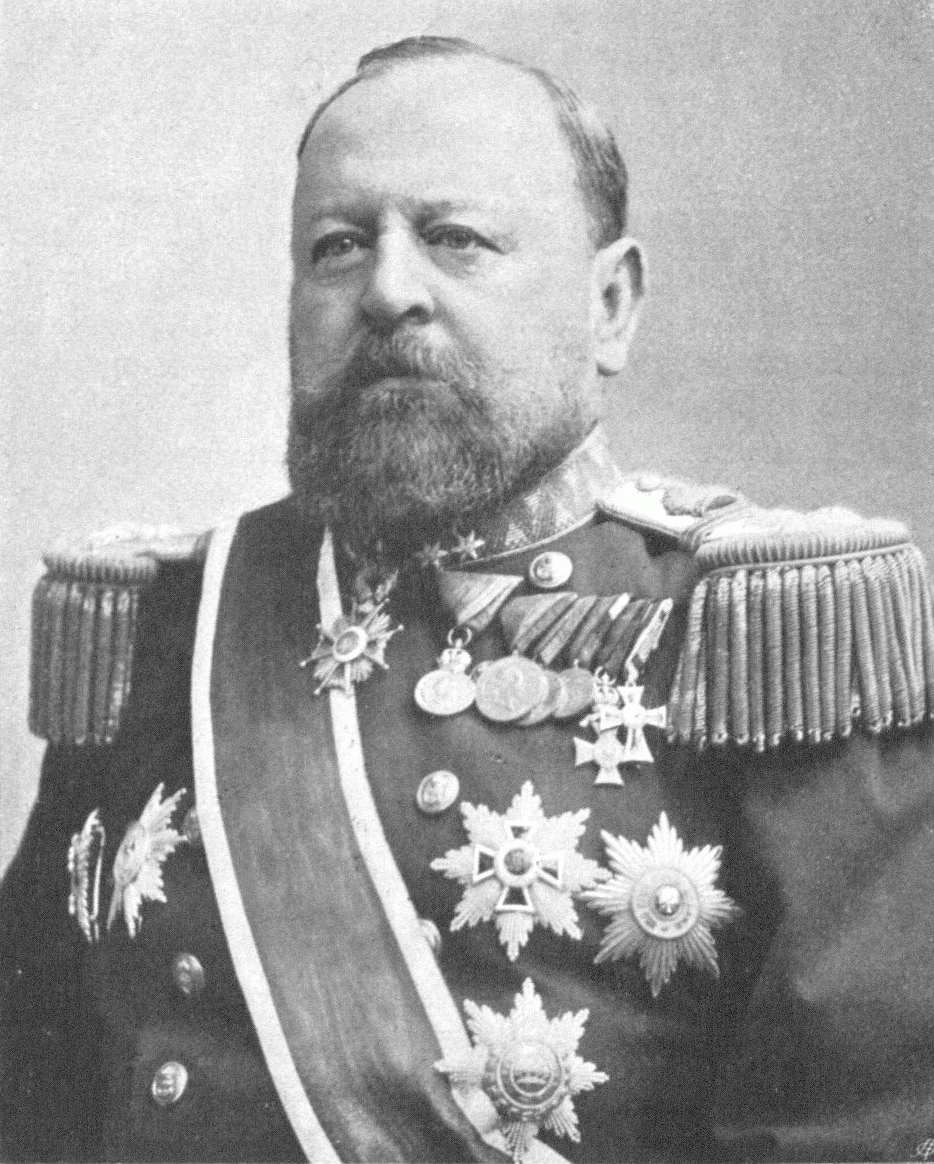
Admirál Hermann von Spaun (1905)

Pocházel ze staré německé rodiny povýšené v roce 1721 do šlechtického stavu. Byl synem dvorního rady a ředitele státní loterie Josefa von Spaun (1788–1865) a jeho manželky Franzisky, rozené Ronerové von Ehrenwert (1795–1890). Absolvoval Skotské gymnázium ve Vídni a v roce 1850 vstoupil jako námořní kadet do rakouského válečného námořnictva. Sloužil na různých lodích a také u námořních jednotek na pevnině v Terstu a v roce získal hodnost praporčíka. Na lodi SMS Kaiserin Elisabeth absolvoval v roce 1857 cestu do Anglie a Belgie a v roce 1858 byl povýšen na poručíka II. třídy. Jako první důstojník na škuneru SMS Artemisia se v roce 1859 zúčastnil války se Sardinií. V dalších letech byl přidělen k přístavní službě v Pule a Terstu, již v roce 1860 získal hodnost poručíka I. třídy a v roce 1863 vykonal cestu do Turecka. Během dánsko-německé války sloužil jako první důstojník na pancéřové fregatě SMS Don Juan d'Austria v Severním moři. Na začátku Prusko-rakouské války velel parníku Andreas Hofer, ale brzy následovalo jeho převelení jako druhého kommandanta na pancéřovou fregatu SMS Erzherzog Ferdinand Max. Na její palubě se podílel na rakouském vítězství nad Italy v bitvě u Visu.
Od roku 1867 sloužil dva roky jako velitel škuneru SMS Saida. V roce 1869 byl povýšen na korvetního kapitána (Korvettenkapitän) a stal se velitelem dělového člunu SMS Hum. V roce 1871 byl povýšen do hodnosti fregatního kapitán (Fregattenkapitän) s přidělením ke stálé komisi pro výstavbu lodí v Terstu. V letech 1873–1879 působil na rakousko-uherském velvyslanectví v Londýně jako námořní atašé. V letech 1879–1883 byl přidělen ke službě k arcivévodovi Karlu Štěpánovi, s ním navštívil Brazílii a Severní Ameriku. Mezitím dosáhl hodnosti kapitána řadové lodi (1881) a v roce 1884 byl pověřen velením obrněné lodi  SMS Tegetthoff. V letech 1885–1886 byl velitelem císařské jachty SMS Miramar, na níž doprovázel korunního prince Rudolfa a jeho manželku Štěpánku na cestě do Řecka a Orientu.
Roku 1885 se stal velitelem kasematové lodě SMS Prinz Eugen s dočasnou hodností komodora a zároveň velitelem lodní divize ve Středozemním moři. K datu 1. května 1886 byl povýšen do hodnosti kontradmirála. V letech 1888-1889 byl velitelem eskadry a v letech 1889–1897 zastával funkci prezidenta Námořního technického výboru. V roce 1889 se zúčastnil mezinárodní námořní konference ve Washingtonu. Ke dni 1. listopadu 1892 získal hodnost viceadmirála a nakonec byl v letech 1897–1904 vrchním velitelem rakousko-uherského námořnictva, respektive šéfem námořní sekce na ministerstvu války. Stál u počátku rozvoje moderního rakousko-uherského válečného loďstva. Dne 1. května 1899 byl povýšen na admirála a v listopadu 1904 byl penzionován.

## Tituly a ocenění
Byl nositelem šlechtického titulu svobodný pán, který získal jeho otec v roce 1859. Na základě císařského majestátu z roku 1902 byl baronský titul rozšířen i pro jeho synovce Maximiliana von Spaun (1856–1909), důstojníka c. k. armády a majitele sklářské huti v Rejštejně. Jako vrchní velitel námořnictva obdržel Hermann Spaun v roce 1897 titul c. k. tajného rady s nárokem na oslovení Excelence. V roce 1902 byl jmenován doživotním členem Panské sněmovny. Během služby u námořnictva se stal nositelem řady vysokých vyznamenání v Rakousku-Uhersku i v zahraničí. 

### Rakousko-Uhersko
- Válečná pamětní medaile (1864)
- Řád železné koruny III. třídy s válečnou dekorací (1866)
- Služební odznak pro důstojníky III. třídy (1872)
- Válečná medaile (1873)
- rytířský kříž Leopoldova řádu (1889)
- Služební odznak pro důstojníky II. třídy (1890)
- Řád železné koruny I. třídy (1898)
- Jubilejní pamětní medaile (1898)
- velkokříž Leopoldova řádu (1900)
- Služební odznak pro důstojníky I. třídy (1900)
- Vojenský jubilejní kříž (1908)

### Zahraničí
- důstojnický kříž Řádu Guadalupe (1867, Mexiko)
- Řád Medžidie III. třídy (1870, Osmanská říše)
- komandérský kříž Řádu Spasitele (1870, Řecko)
- komandérský kříž Řádu Isabely Katolické (1880, Španělsko)
- komandéřský kříž Řádu Kristova (1881, Portugalsko)
- Řád knížete Danila I. III. třídy (1884, Černá Hora)
- Řád slávy I. třídy (1884, Tunisko)
- velkodůstojník Řádu sv. Mořice a sv. Lazara (1893, Itálie)
- Řád červené orlice I. třídy (1899, Německo)
- Řád bílého orla (1899, Rusko)
- Řád vycházejícího slunce I. třídy (1900, Japonsko)
- Řád lva a slunce I. třídy (1901, Persie)
- velkokkříž Řádu sv. Alexandra Něvského (1905, Rusko)
- velkokříž Řádu sv. Michala a sv. Jiří (1905, Spojené království)

Byl po něm pojmenován předzvědný křižník SMS Admiral Spaun.